# 保加利亚第二帝国
保加利亚第二帝国（1185年-1396年，也称保加利亚第二王国）是在保加利亚第一帝国灭亡近170年后，从東羅馬帝國独立出来的保加利亚国家。

## 歷史
西元1185年，贵族出身的伊凡·阿森和彼得·阿森兄弟领导保加利亚东北方的第诺伐人大规模起义，反抗并打败了拜占庭的驻军。1187年，拜占庭承认保加利亚独立，即为保加利亚第二帝国，首都普列斯拉夫，后迁至第诺伐。13世纪，保加利亚经济发展，城市增加。国王伊凡·阿森二世时期（公元1218年-1241年），国力达到鼎盛，疆域最广，南抵色雷斯，东西至海。
阿森二世死后，国势日衰。西元1242年，大蒙古國的拔都军入侵至此。1258年，阿森王朝被推翻。1277年，伊瓦伊洛起义爆发，起义声势浩大，国王被杀，伊瓦伊洛被拥戴为王，1278年首都第诺伐被占领。1279年2月，拜占庭军队攻占第诺伐。1280年起义失败，伊瓦伊洛逃亡后被蒙古人所杀。1330年，保加利亚沦为塞尔维亚的附属国，此后又分裂为几个小国。1396年，鄂圖曼帝国吞并之，保加利亚第二帝国灭亡，存在两百余年。

## 延伸阅读
- Bogdan, Ioan. . Bucharest: Anubis. 1966 （罗马尼亚语）.
- Cox, Eugene L. . Princeton, New Jersey: Princeton University Press. 1987.
- Fine, J. . University of Michigan Press. 1987. ISBN 0-472-10079-3.
- Kazhdan, A.; collective. . New York, Oxford: Oxford University Press. 1991. ISBN 0-19-504652-8.
- Obolensky, D. . New York, Washington: Praeger Publishers. 1971. ISBN 0-19-504652-8.
- Vásáry, I. . New York: Cambridge University Press. 2005. ISBN 9780521837569.